# کامرن (دهانه)
کامرن یک دهانه برخوردی در ماه‌ است.